# Стурмий
Сту́рмий, Стурм или Штурм (ок. 704 — 17 декабря 779) — монах-бенедиктинец, основатель Фульдского аббатства, причислен к лику святых.

## Биография
Родом из знатной баварской семьи, предположительно состоял в родстве с Агилольфингами. Был учеником святого Бонифация, некоторое время провёл в основанном св. Бонифацием монастыре во Фритцларе. Около 734 года Стурмий был рукоположен в священники, после чего так же как и его учитель посвятил себя миссионерству в германских землях.
В 736—740 годах он основал аббатство Хершфельд. После того как майордом франков Карломан пожаловал Стурмию и его бенедиктинской общине землю около реки Фульда, в 744 году Стурмий основал на ней бенедиктинское аббатство Фульда, которое впоследствии стало главным духовным центром католичества Германии, а также одним из самых крупных научных и культурных центров средневековой Европы.
В 747—748 годах посещал колыбель бенедиктинского ордена Монтекассино с целью ознакомления с местными правилами и распорядками. После возвращения был назначен св. Бонифацием первым аббатом Фульды.
В 754 году святой Бонифаций умер и был погребён в Фульдском аббатстве, что превратило монастырь в место паломничества и способствовало его росту и повышению авторитета. После смерти Бонифация Стурмий вступил в конфликт с епископом Майнца Луллом по вопросу статуса Фульдского аббатства. Лулл пытался подчинить монастырь своей власти, тогда как Стурмий добивался прямого подчинения Фульды папе и её независимости от местных церковных и светских властей. Король Пипин Короткий принял сторону Лулла, в результате чего Стурмий был вынужден отправиться в трёхлетнюю ссылку в аббатство Жюмьеж в Нормандии. В 766 году Стурмию было дозволено вернуться в Фульду, само аббатство получило статус имперского, что урегулировало споры.
Карл Великий поручил Стурмию миссию на завоёванных им землях саксов. Сопровождая императора в походе против саксов в 779 году, аббат тяжело заболел. После возвращения в Фульду он скончался 17 декабря 779 года и был похоронен в монастырской базилике.

## Почитание
Первое житие Vita Sturmi («Жизнь Стурмия») было написано уже в конце VIII века четвёртым аббатом Фульды Эйгилем. В 1139 году на Втором Латеранском соборе Стурмий был причислен к лику святых. Память в Католической церкви — 17 декабря.